# Jamaica en los Juegos Paralímpicos de Pekín 2008
Jamaica estuvo representada en los Juegos Paralímpicos de Pekín 2008 por cuatro deportistas, dos hombres y dos mujeres.

## Medallistas
El equipo paralímpico jamaicano obtuvo las siguientes medallas:
| Nombre         | Deporte   | Evento                 |
| -------------- | --------- | ---------------------- |
| Oro            |           |                        |
| —              |           |                        |
| Plata          |           |                        |
| —              |           |                        |
| Bronce         |           |                        |
| Tanto Campbell | Atletismo | Disco F55/56 masculino |